# Vol ADC Airlines 053
Le vol ADC Airlines 053 était un vol intérieur régulier assuré par un Boeing 737-200 de la compagnie aérienne nigériane ADC Airlines qui s'est écrasé le 29 octobre 2006 peu après son décollage de l'aéroport international Nnamdi Azikiwe au Nigeria, avec 100 passagers et 5 membres d'équipage à bord. Il effectuait la liaison entre Abuja et Sokoto. On dénombre 96 morts et 9 survivants grièvement blessés.

## Avion et équipage

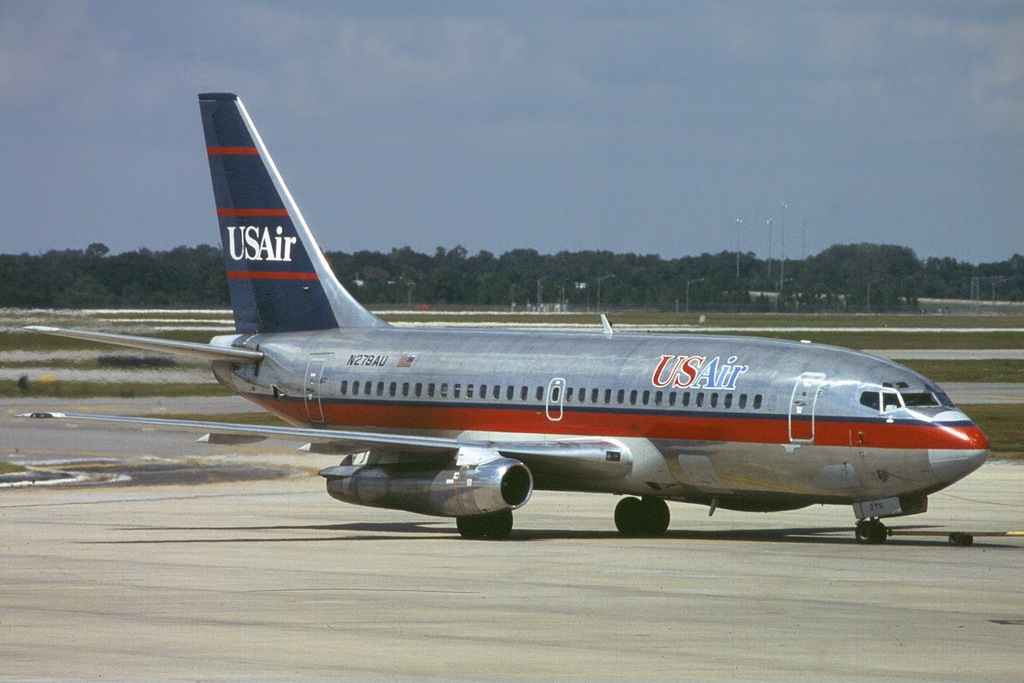
L'appareil accidenté, avec son ancienne immatriculation (N279AU), ici photographié en octobre 1997, alors en service pour USAir.

L'appareil impliqué dans l'accident est un Boeing 737-2B7, immatriculé 5N-BFK et âgé de 23 ans. Il a été construit en 1983 (numéro de série 22891). Ce biréacteur court-moyen courrier est équipé de deux turboréacteurs de type Pratt & Whitney JT8D-15. Il a d'abord été livré à USAir, avec comme immatriculation N323AU. En 1988, l'avion a changé son numéro d'immatriculation, qui est devenue N279AU.
En 1997, il a été livré à USAir et en 1999, il est entré en exploitation pour MetroJet (en), une filiale de la compagnie aérienne. Finalement, ADC Airlines a acquis l'avion en septembre 2003.
L'équipage du vol 053 se compose du commandant de bord Charles Kolawole Atanda, 50 ans, et de la copilote Celestine Okkoneh, 54 ans, qui totalisent respectivement 8 545 et 6 497 heures de vol. 

## Circonstances de l'accident
Le vol 053 est parti dans la matinée de Lagos pour se rendre à Sokoto, dans le nord du Nigeria, faisant une escale à Abuja. Après avoir fait descendre quelques passagers, l'avion a décollé d'Abuja à 11 h 29. 
Immédiatement après le décollage de la piste 22 de l'aéroport international Nnamdi Azikiwe, le Boeing 737 a rencontré un violent cisaillement de vent, passant d'un vent de face à un vent arrière. Le commandant Atanda a ajouté un peu de puissance et a remonté le nez de l'avion, tandis que la copilote Okonneh lui demande de cesser de tirer sur le manche de commande. 
Ainsi, le nez s'est encore davantage relevé, atteignant un angle de 30 à 35°, ce qui a fait perdre de la vitesse à l'appareil, le faisant entrer immédiatement en décrochage à basse altitude, suivi d'un roulis à gauche de plus de 90° et d'une descente à grande vitesse vers le sol. 

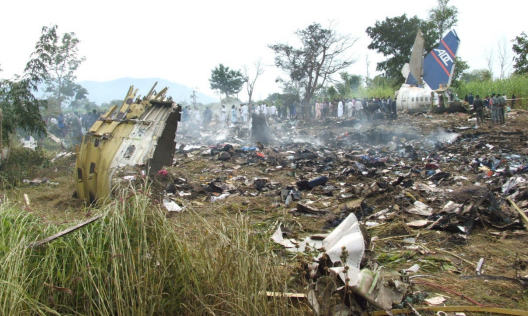
Site du crash du vol 053.

L'avertisseur de proximité du sol (GPWS) retentit et l'aile gauche de l'avion heurte la cime des arbres. Il s'est ensuite écrasé dans un champ de maïs, en heurtant le sol avec son nez en premier, et en effectuant un violent roulis à gauche. Les 11 tonnes de kérosène dans les réservoirs de l'avion se sont alors enflammés, provoquant une violente explosion et un incendie dans la zone du crash. Le vol 053 s'est écrasé 76 secondes seulement après avoir décollé de la piste 22, à environ 2 km de l'aéroport.

## Bilan
Sur les 105 passagers et membres d'équipage à bord, seuls 9 ont survécu.
Parmi les passagers d'importantes personnalités gouvernementales et sénateurs étaient à bord de l'appareil. La plus haute autorité musulmane du pays, le sultan de Sokoto Mohammadu Maccido, fait partie des victimes. Six jours de deuil ont été décrétés pour sa disparition. Son fils, sénateur et vice-gouverneur de l'État de Sokoto sont également au nombre des morts.

## Enquête
L'enquête sur l'accident, menée par le Bureau nigérian d'enquête sur les accidents (en) (AIB), a imputé la décision du commandant de bord de décoller dans des conditions météorologiques fortement dégradées comme étant la principale cause de l'accident, car la présence de cisaillement de vent à ce moment-là représentait un risque sérieux pour la capacité de l'avion à décoller. 
Une enquête plus approfondie a révélé de graves négligences de la compagnie aérienne en matière de formation des pilotes à la récupération en cas de cisaillement du vent, et un manque de coordination et de travail d'équipe parmi l'équipage du vol 053.

## Conséquences
Ce crash a mis en lumière le bilan médiocre du Nigeria en matière de sécurité aérienne, car il s'agit de la troisième catastrophe aérienne majeure en moins d'un an survenue dans le pays, après celle du vol Bellview Airlines 210 (117 morts) et du vol Sosoliso Airlines 1145 (108 morts) en 2005, avec un bilan combiné de 321 morts. 
L'accident du vol 053 a conduit à la création d'un organisme indépendant de réglementation de l'aviation au sein de l'Autorité de l'aviation civile nigériane. Depuis lors, la sécurité aérienne dans le pays s'est considérablement améliorée.